# Václav Bucháček
Václav Bucháček (2. června 1901 Praha – 14. srpna 1974) byl český a československý sportovní plavec a pólista, účastník olympijských her 1920.
Se závodním plaváním a vodním pólem začínal v pražském plaveckém klubu AC Sparta Praha. Na přelomu desátých a dvacátých let dvacátého století patřil k nejrychlejším československým plavcům. Jako pólista hrál postu centra. Po letní sezoně 1919 přestoupil do nově vzniklého klubu APK Praha, který založili bývalí členové Sparty Praha. V roce 1920 startoval olympijských hrách v Antverpách a v závodech na 100 m volný způsob zaznamenal dílčí úspěch postupem z rozplaveb do semifinále. Zároveň byl nominován jako náhradník československého pólového týmu, ale do žádného ze dvou zápasu nenastoupil.
Od roku 1922 se vrátil do obnoveného plaveckého oddílu při AC Sparta Praha. Věnoval se již především vodnímu pólu. V roce 1925 informoval deník Lidové noviny, že přestoupil z AC Sparta Praha do pařížského klubu Amical de Natation. Jednalo se o jeden z prvních mezistátních (mezisvazových) plaveckých přestupů v Československu.